# Demonax ingridae
Demonax ingridae är en skalbaggsart som beskrevs av Holzschuh 1983. Demonax ingridae ingår i släktet Demonax och familjen långhorningar.
Artens utbredningsområde är Nepal. Inga underarter finns listade i Catalogue of Life.